# Airoux
Airoux (okzitanisch: Airós) ist eine Gemeinde mit 189 Einwohnern (Stand: 1. Januar 2022) im Westen des Départements Aude in der südfranzösischen Region Okzitanien (vor 2016: Languedoc-Roussillon). Die Gemeinde gehört zum Arrondissement Carcassonne und zum Kanton Le Bassin Chaurien. Die Einwohner werden Airouxois genannt.

## Lage
Airoux liegt etwa 38 Kilometer westnordwestlich von Carcassonne. Umgeben wird Airoux von den Nachbargemeinden Soupex im Norden und Osten, Ricaud im Osten und Süden, Labastide-d’Anjou im Süden und Südwesten, Montferrand im Westen sowie Montmaur im Nordwesten.

## Bevölkerungsentwicklung
| Jahr                       | 1962 | 1968 | 1975 | 1982 | 1990 | 1999 | 2006 | 2013 | 2019 |
| Einwohner                  | 137  | 142  | 112  | 100  | 110  | 126  | 126  | 157  | 168  |
| Quellen: Cassini und INSEE |      |      |      |      |      |      |      |      |      |

## Sehenswürdigkeiten
- Kirche Notre-Dame-de-l'Assomption
- Schloss Airoux, seit 1948 Monument historique
- Friedhofskreuz, Monument historique

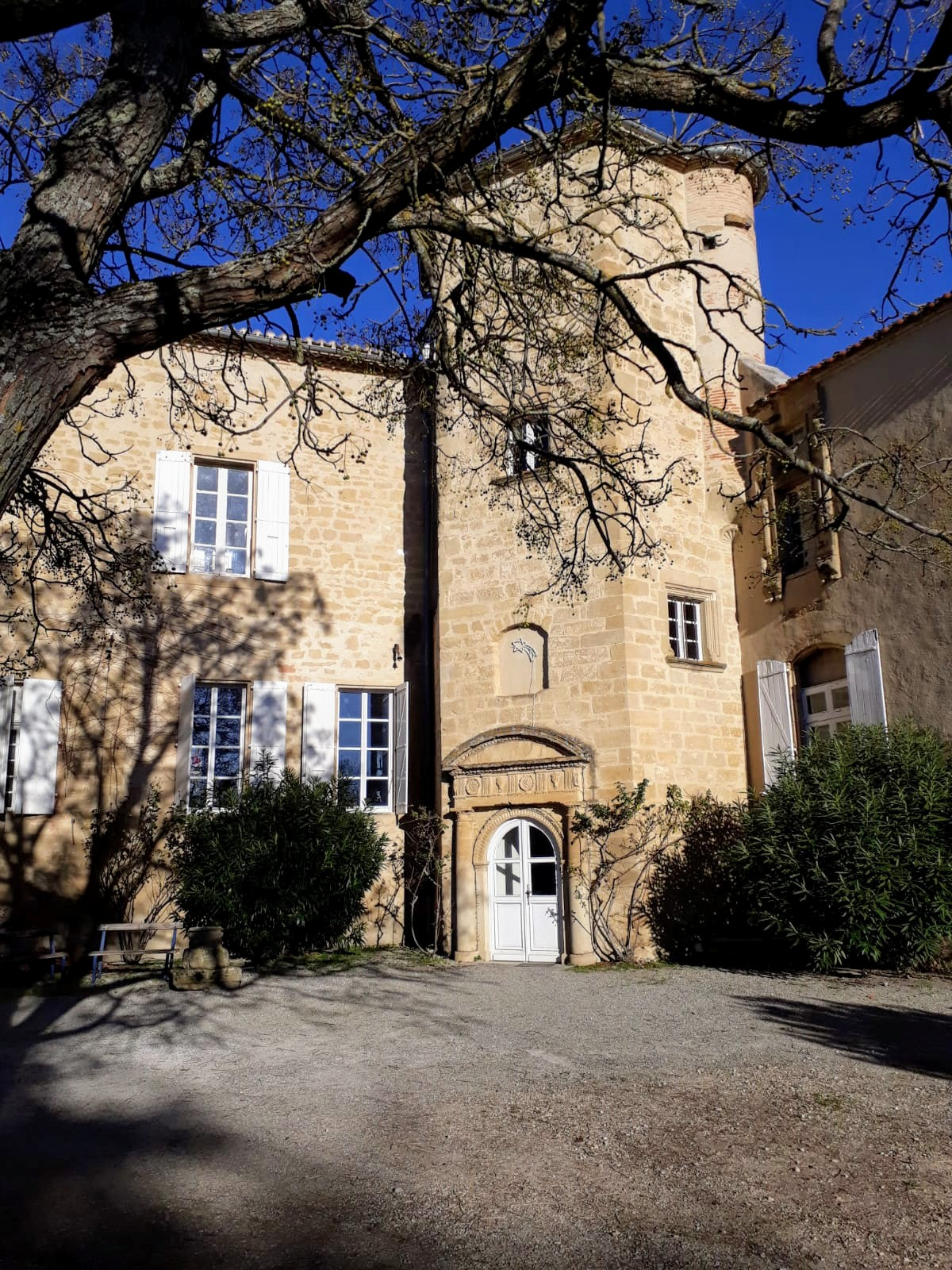
Schloss